# Krasnyj Krym (1915)
Krasnyj Krym (ros. Красный Крым, pol. Czerwony Krym) – radziecki krążownik lekki z okresu międzywojennego i II wojny światowej. Był jedynym ukończonym okrętem typu Swietłana; poprzednio nosił nazwy „Swietłana” (Светлана) i „Profintern” (Профинтерн). Podczas wojny walczył na Morzu Czarnym, zyskując honorowy tytuł okrętu gwardyjskiego. Nazwę tę nosił następnie niszczyciel projektu 61 z 1970 roku.

## Historia
Budowę okrętu rozpoczęto w 1913 roku jako krążownika „Swietłana” – głównej jednostki z czterech krążowników lekkich typu Swietłana, dla rosyjskiej carskiej Floty Bałtyckiej. Były to pierwsze rosyjskie krążowniki lekkie. Z powodu wybuchu I wojny światowej, a następnie rewolucji w Rosji, żaden z okrętów nie został ukończony w terminie. Ostatecznie tylko „Swietłana” została ukończona zgodnie z projektem, natomiast dwa dalsze przebudowano na zbiornikowce, a z ukończenia ostatniego okrętu zrezygnowano. Na typie Swietłana oparte były ponadto większe okręty typu Admirał Nachimow, budowane dla Floty Czarnomorskiej (czasami także zaliczane w literaturze do typu Swietłana).
„Swietłana” budowana była w nowo powstałej stoczni Russko-Bałtijskij Sudostroitielnyj i Miechaniczeskij Zawod (Rosyjsko-Bałtycki Zakład Budowy Statków i Mechaniczny) w Rewlu (ob. Tallinn). Stępkę pod budowę  położono uroczyście 24 listopada (7 grudnia nowego stylu) 1913 roku. W rzeczywistości stocznia dopiero była w organizacji i większe roboty przy konstrukcji rozpoczęto 1 kwietnia 1914 roku. Kontraktowy termin ukończenia okrętu przewidywano na 1 lipca 1915 roku, ale data ta okazała się zupełnie nierealna, do czego przyczyniły się opóźnienia w dostawie materiałów. Pod koniec 1914 roku gotowość wynosiła tylko 31,9%. Wybuch I wojny światowej skomplikował sytuację, gdyż turbiny i mechanizmy dla okrętu miały być wykonane w Rewlu z pomocą niemieckiej firmy Vulcan. Kadłub wodowano 28 listopada (11 grudnia nowego stylu) 1915 roku. Na etapie wyposażania wystąpiły dalsze opóźnienia z powodu trudności wojennych. Z powodu zagrożenia Rewla przez niemiecką armię, kadłub okrętu odholowano w połowie listopada 1917 roku do Stoczni Admiralicji w Piotrogrodzie. Planowano następnie ukończenie okrętu na 1919 rok, lecz stanęła temu na przeszkodzie rewolucja październikowa, a następnie wojna domowa w Rosji. Prace nad okrętem przerwano w marcu 1918 roku, przy gotowości ok. 80%.
Z powodu trudnej sytuacji ekonomicznej Rosji radzieckiej, dopiero pod koniec 1924 roku wznowiono prace nad ukończeniem okrętu, w Zakładzie Bałtyckim (Bałtijskij Zawod) w Leningradzie.
Podjęto decyzję o dokończeniu budowy według pierwotnego projektu, z niewielkimi zmianami uzbrojenia (zastąpienie 4 dział przeciwlotniczych 63 mm przez działa 75 mm i dodanie 3 potrójnych aparatów torpedowych 450 mm, w miejsce większości wyrzutni podwodnych). 5 lutego 1925 roku okręt otrzymał nową „rewolucyjną” nazwę „Profintern” (międzynarodówka komunistycznych związków zawodowych).
26 kwietnia 1927 roku ukończony okręt rozpoczął próby. 1 lipca 1928 roku „Profintern” wszedł do służby w radzieckich Siłach Morskich Morza Bałtyckiego. Drugim podobnym ukończonym okrętem była „Czerwona Ukraina” czarnomorskiego typu Admirał Nachimow.

## Ocena i modernizacje
Ogólny opis w artykule krążowniki lekkie typu Swietłana
„Krasnyj Krym” ukończono według pierwotnego projektu krążowników typu Swietłana, z niewielkimi modyfikacjami uzbrojenia. W chwili wejścia do służby był już jednostką przestarzałą, przede wszystkim z powodu mało racjonalnego rozmieszczenia artylerii głównej na burtach, typowego dla krążowników sprzed I wojny światowej, a także stosunkowo małego kalibru dział. Artylerię główną stanowiło aż 15 pojedynczych dział kalibru 130 mm, z których jednak tylko 8 stanowiło salwę burtową. 9 dział było umieszczonych w stanowiskach na pokładzie, chronionych maskami przeciwodłamkowymi grubości 25 mm, a pozostałe 6 w analogicznie chronionych kazamatach. Uzbrojenie to, jakkolwiek przewyższające liczbą dział krążowniki okresu I wojny światowej i lat 20., ustępowało powojennym zagranicznym krążownikom lekkim, uzbrojonym standardowo w racjonalniej rozmieszczone działa kalibru 152 mm. Niemniej jednak, na przewidywanym akwenie działań – Morzu Czarnym, okręt nie miał liczących się przeciwników, a podczas II wojny światowej okazał się użyteczny w roli ostrzeliwania celów lądowych.

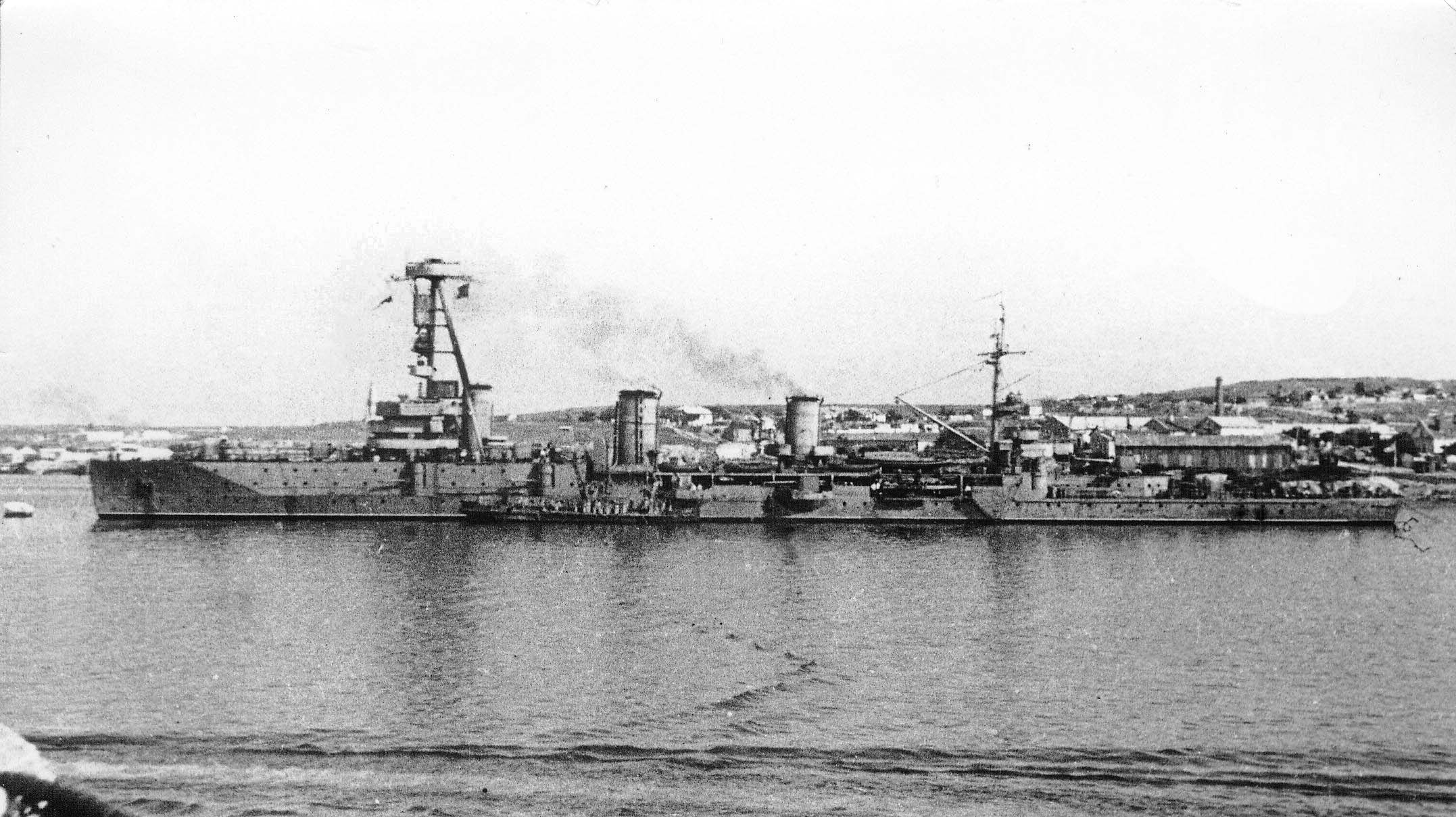
„Krasnyj Krym”

W burtach pod pokładem dziobowym znajdowały się kazamaty dla 4 dział 130 mm – po dwie na burtę. Na pokładzie dziobowym znajdowało się pojedyncze działo 130 mm, za nim mało rozbudowana nadbudówka połączona z trójnożnym masztem i przednim kominem, a dalej dwa stanowiska dział 130 mm na burtach. Na pokładzie rufowym była niska jednopiętrowa nadbudówka, na której znajdowały się dwa stanowiska dział obok siebie. W ścianach nadbudówki były z kolei rufowe kazamaty dwóch dział 130 mm (ich ściany stanowiły przedłużenie powierzchni burt). Pozostałe 4 działa 130 mm umieszczone były na sponsonach pokładu na śródokręciu, po dwa na burtę.
Uzbrojenie przeciwlotnicze początkowo stanowiło aż 9 pojedynczych dział 75 mm L/50 wz. 28 na podstawach Mellera (o jedno więcej, niż na „Czerwonej Ukrainie” i więcej, niż na okrętach zagranicznych tego okresu). Umieszczone były na pokładzie, rozsunięte na burty: dwa na dziobie (za pierwszym działem artylerii głównej), dwa przed drugim kominem (nad kazamatami, na końcu pokładu dziobowego), dwa na nadbudówce rufowej (przed działami artylerii głównej) i trzy na pokładzie rufowym, w układzie trójkąta. Uzbrojenie to, jakkolwiek silne, okazało się mało udane pod względem obsługi i na początku lat 30. najprawdopodobniej zastąpiono je przez 6 starszych, lecz sprawdzonych dział 76,2 mm 8-K Lendera wz. 15, podobnie jak na „Czerwonej Ukrainie”. W latach 1935–1936 podczas modernizacji zastąpiono je ostatecznie przez trzy dwudziałowe stanowiska włoskich dział 100 mm Minzini, z maskami ochronnymi (jedno na pokładzie dziobowym, przed armatą 130 mm i dwa na pokładzie rufowym, po obu burtach). Ich skuteczność ograniczał jednak przestarzały centralny system kierowania ogniem oraz konieczność donoszenia ręcznie amunicji.
Lekkie uzbrojenie przeciwlotnicze pojawiło się na okręcie dopiero w latach 30. W latach 1937-38 dodano 6 pojedynczych działek plot. 45 mm 21-K (po dwa na burtę na końcu pokładu dziobowego przed drugim kominem i po jednym na burtę na nadbudówce rufowej). Krótko przed wybuchem wojny z Niemcami dodano 7 pojedynczych wkm 12,7 mm DSzK. Półautomatyczne działka 45 mm  miały jednak niską szybkostrzelność i były mało skuteczne, więc po wybuchu wojny niemiecko-radzieckiej dalej wzmacniano uzbrojenie małokalibrowe, początkowo dzięki zachodnim dostawom lend-lease. Zimą 1941/42 roku rufową parę armat 45 mm zamieniono na dwa poczwórnie sprzężone brytyjskie wkm-y 12,7 mm Vickers, a następnie okręt otrzymał jeszcze 4 działka Oerlikon 20 mm. W ciągu 1942 roku wreszcie zdołano wyposażyć okręt w 10 radzieckich skuteczniejszych pojedynczych automatycznych armat 37 mm 70-K, zdejmując działka 20 mm i 3 wkm-y DSzK (lekkie uzbrojenie plot. w 1943 roku składało się z 4 działek 45 mm, 10 działek 37 mm, 8 wkm Vickers i 4 wkm DSzK). Działka 37 mm były rozmieszczone następująco: 4 na pokładzie wokół nadbudówki dziobowej (po dwie na burtach), 3 za drugim kominem (dwie na platformach na burtach i jedno na śródokręciu), jedno pomiędzy rufowymi działami 130 mm i dwa na burtach na rufie. W lipcu 1944 roku zdjęto pozostałe cztery działka 45 mm i na ich miejsce na burtach na końcu pokładu dziobowego ustawiono dwa działka 37 mm – wbrew części publikacji, prawdopodobnie nie zostały one dodane, a przeniesiono tam dwa działka stojące dotąd w osi podłużnej okrętu, dla zwiększenia pola ostrzału. Zdjęto też wkm-y DSzK. Załoga okrętu wówczas wzrosła do 852 ludzi. Dopiero w 1945 roku okręt otrzymał radar – brytyjski Typ 291.
Początkowo uzbrojenie torpedowe stanowiło 11 wyrzutni torped 450 mm: trzy potrójne aparaty torpedowe na pokładzie rufowym (dwa na burtach i jeden w osi symetrii na samej rufie) oraz dwie przestarzałe podwodne wyrzutnie torped w kadłubie na śródokręciu (maksymalnie 7 torped w salwie na burtę). W 1929 roku zdemontowano aparat rufowy, lecz na początku lat 30. po przejściu na Morze Czarne dodano dwa potrójne aparaty torpedowe na burtach na pokładzie na śródokręciu. Podczas modernizacji w latach 1935-1936 uzbrojenie torpedowe wymieniono całkowicie na dwa potrójne aparaty torpedowe 39-Ju większego kalibru 533 mm na burtach za trzecim kominem; zdemontowano też wyrzutnie podwodne. Okręt mógł przenosić opcjonalnie do 100 min morskich. Od modernizacji w latach 30. był także uzbrojony w 30 bomb głębinowych w zrzutniach (10 dużych B-1 i 20 małych M-1).
„Profintern” mógł początkowo przenosić dwa wodnosamoloty rozpoznawcze na platformie za drugim kominem, spuszczane na wodę charakterystycznymi masywnymi dźwigami. Początkowo stosowano wodnosamoloty Avro 504 lub ich kopie MU-1 (mieściły się nawet trzy), a od 1930 roku stosowano niemieckie łodzie latające KR-1 (Heinkel HD.55). Samoloty te wycofano w 1939 roku i zdemontowano wówczas przestarzałe wyposażenie lotnicze, razem z dźwigami.
Opancerzenie tworzył główny burtowy pas pancerny na linii wodnej z cementowanej stali Kruppa, który ciągnął się na większości długości okrętu i miał grubość 75 mm i wysokość 2,1 m. Nad nim rozciągał się górny pas, grubości 25 mm, wysokości 2,25 m, na całej długości kadłuba. Dolny pokład (na wysokości górnej krawędzi głównego pasa pancernego) miał grubość 20 mm, górny pokład miał również grubość 20 mm. Maszyna sterowa była przykryta pancerzem 25 mm. Na rufie była poprzeczna gródź pancerna grubości 50 mm. Stanowisko dowodzenia było chronione pancerzem 75 mm (podłoga i dach 50 mm). Maski dział miały pancerz przeciwodłamkowy 25 mm. Masa opancerzenia wynosiła 1330 ton.
Na próbach „Profintern” osiągnął maksymalną prędkość 29,5 węzła przy mocy 59 200 KM, lecz w 1941 roku jego prędkość nie była wyższa niż 27,5 w., a pod koniec wojny – 22 węzły.

## Służba

### Okres przedwojenny

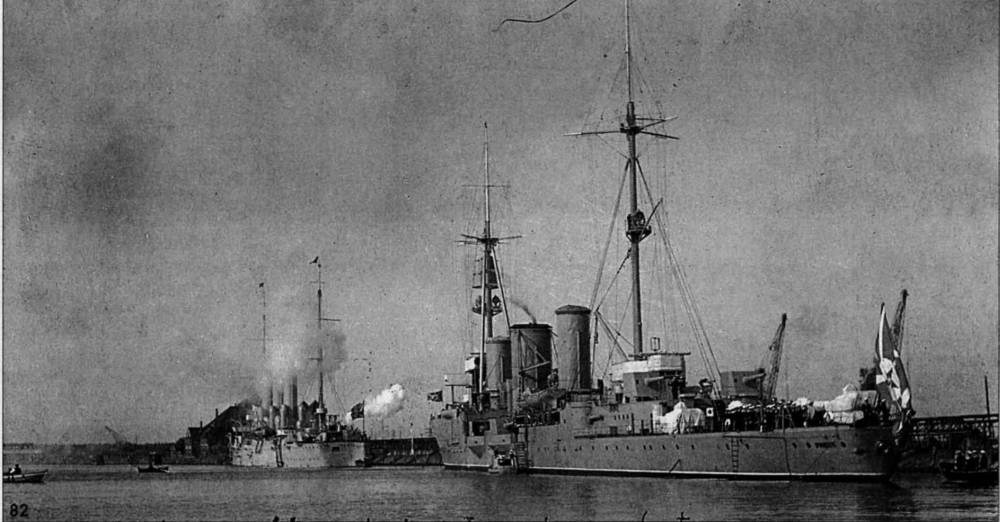
„Aurora” i „Profintern” w Swinemünde, sierpień 1929

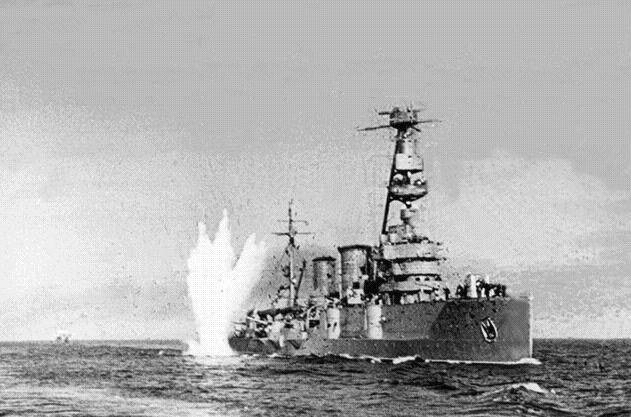
Bliski wybuch koło burty „Krasnego Krymu”

Po wejściu do służby w Siłach Morskich Morza Bałtyckiego 1 lipca 1928 roku, „Profintern” przez krótki okres służył do pływań szkolnych po Zatoce Fińskiej. Już 6–12 sierpnia 1928 roku odbył rejs na zachodni Bałtyk w zespole głównych sił floty, z trzema pancernikami. 18 sierpnia 1929 roku wraz z krążownikiem „Aurora” złożył wizytę w niemieckim Swinemünde. Radziecki Rewwojensowiet (Rewolucyjna Rada Wojskowa) zdecydował następnie przebazować okręt wraz z pancernikiem „Pariżskaja Kommuna” na Morze Czarne, w celu wzmocnienia Floty Czarnomorskiej i stworzenia przeciwwagi dla floty tureckiej, pod pozorem rejsu dywizjonu szkolnego na Morze Śródziemne. 22 listopada 1929 roku oba okręty wyszły z Kronsztadu, jako Oddział Szkolny Sił Morza Bałtyckiego, pod dowództwem Ł. Gallera. Krążownikiem dowodził wówczas A.A. Kuzniecow. Operacja była zaplanowana tak, aby okręty pobierały paliwo z wysłanych wcześniej transportowców, nie zawijając do portów, poza oficjalnie docelowym Neapolem. Okręty odniosły jednak uszkodzenia w silnym sztormie w Zatoce Biskajskiej – na „Profinternie” doszło do rozszczelnienia nitowanych blach kadłuba i przecieków. Po naprawie uszkodzeń własnymi siłami na redzie Brestu 4-7 grudnia, okręty wyszły w morze, lecz doznały jeszcze silniejszych uszkodzeń sztormowych i w efekcie 10 grudnia powróciły do Brestu, przede wszystkim w celu napraw pancernika. Na „Profinternie” m.in. rozbite zostały wszystkie szalupy. 26 grudnia wreszcie zespół wyszedł w morze i tym razem przeszedł przez Gibraltar na Morze Śródziemne. 6 stycznia 1930 roku okręty zawinęły do Cagliari, a 9 stycznia do Neapolu. 14 stycznia okręty wyszły z Neapolu i skierowały się na Morze Czarne, o czym dopiero teraz poinformowano załogi. 18 stycznia 1930 roku zespół dotarł do Sewastopola. Okręty zostały włączone w skład Sił Morskich Morza Czarnego, od 1935 roku: Floty Czarnomorskiej.
Między 25 lipca 1935 roku a 18 grudnia 1936 roku okręt był remontowany i zmodernizowano jego uzbrojenie przeciwlotnicze, zastępując działa 75 mm przez działa 100 mm Minzini. Wymieniono także wyrzutnie torped oraz kotły na opalane wyłącznie paliwem płynnym. Pod koniec lat 30. zdjęto także przestarzałe wodnosamoloty. 31 października 1939 roku nazwę okrętu zmieniono na „Krasnyj Krym” (Czerwony Krym).

### II wojna światowa
W chwili ataku Niemiec na ZSRR 22 czerwca 1941 roku „Krasnyj Krym” wchodził w skład brygady krążowników w Sewastopolu, znajdując się w tym czasie w remoncie. W morze wyszedł dopiero 16 sierpnia. Od września 1940 roku do kwietnia 1944 roku dowódcą okrętu był kapitan II rangi (późn. I rangi) Aleksander I. Zubkow. 22 sierpnia 1941 roku okręt przybył do Odessy w celu wsparcia obrony miasta. 23 sierpnia prowadził ogień do samolotów bombardujących port, a po południu ostrzelał 462 pociskami 130 mm pozycje niemieckie pod Odessą, po czym powrócił do Sewastopola. Wziął następnie udział w wysadzeniu tam pierwszego radzieckiego desantu. 21 września przyjął na pokład 1109 żołnierzy dwóch batalionów piechoty morskiej, których wysadził następnej nocy pod Grigoriewką koło Odessy, wystrzeliwując przy tym 273 pociski głównego kalibru. Transportował też następnie żołnierzy między portami czarnomorskimi i eskortował transporty, a od 3 listopada brał udział w ewakuacji bazy w Sewastopolu i dostarczaniu tam posiłków. 2 listopada był bombardowany przez lotnictwo w Sewastopolu, lecz niecelnie. Bazował następnie głównie w Noworosyjsku i Tuapse. Okręt brał udział w obronie Sewastopola, poczynając od ostrzeliwania celów lądowych 10-11 listopada. Był atakowany też przez lotnictwo, przy tym 10 listopada zestrzelił samolot przeciwnika. 14 listopada wyszedł z Sewastopola, dokąd powrócił transportując posiłki 28 listopada, a od następnego dnia ponownie był używany do wsparcia artyleryjskiego. Ogółem w listopadzie-grudniu 1941 roku uczestniczył w co najmniej 10 operacjach ostrzeliwania celów lądowych.
Pod koniec grudnia 1941 roku „Krasnyj Krym” uczestniczył w desantowej operacji kerczeńsko-teodozyjskiej. W nocy i rano 29 grudnia 1941 roku wysadził w Teodozji desant 2000 żołnierzy ze sprzętem i wystrzelił 318 pocisków 130 mm i 680 pocisków 45 mm. Został przy tym sam trafiony z brzegu 8 pociskami i 3 granatami moździerzowymi, miał 18 zabitych i 46 rannych (łącznie z desantem). Odchodząc był też atakowany przez lotnictwo i wybuchy bomb spowodowały niewielkie przecieki. 30 grudnia nadal walczył z lotnictwem, po czym odszedł do Tuapse. 2 stycznia 1942 roku wspierał desant ogniem, a 8, 16 i 24 stycznia przetransportował w rejon Teodozji i Sudaku ok. 2000 żołnierzy. Od lutego do maja 1942 roku odbył 8 rejsów do obleganego Sewastopola, wywożąc ludność cywilną i rannych, a dowożąc żołnierzy, będąc najczęściej używanym do tego okrętem eskadry. Ostatni raz wyszedł z Sewastopola 4 czerwca, po czym dalsze rejsy do blokowanego miasta stały się niemożliwe. 18 czerwca 1942 roku „Krasnyj Krym” został uhonorowany mianem okrętu gwardyjskiego. W sierpniu 1942 roku brał udział w ewakuacji Noworosyjska. Między 28 sierpnia a 6 października był remontowany w Poti. W dniach 20-23 października 1942 roku „Krasnyj Krym” z innymi okrętami przerzucił z Poti do Tuapse, na front, 8., 9. i 10. Brygadę Strzelców Gwardii, a w dniach 1-12 grudnia 1942 roku z niszczycielami „Niezamożnik”, „Biesposzczadnyj” i trałowcami przerzucił z Batumi do Tuapse 9. Dywizję Strzelców Górskich.
4 lutego 1943 roku okręt wspierał ogniem operację desantową pod Jużną Ozierejką koło Noworosyjska (na tzw. „Małej Ziemi”), wystrzeliwując w nocy 598 pocisków 130 mm i 200 pocisków 100 mm. Od kwietnia 1944 roku bazował w Batumi, nastąpiła przy tym 16 kwietnia zmiana dowódcy na kapitana I rangi P. Mielnikowa (dotychczasowy dowódca A. Zubkow objął otrzymany od USA krążownik „Murmansk”). Od 15 maja do 17 sierpnia 1944 roku był remontowany w Poti. Remont zakończył się już po zakończeniu działań bojowych na Morzu Czarnym. Wzmocniono przy tym lekkie uzbrojenie przeciwlotnicze. Podczas powrotu sił Floty Czarnomorskiej do Sewastopola 5 listopada 1944 roku, „Krasnyj Krym” otrzymał honor wpłynięcia jako pierwszy z większych okrętów do bazy.

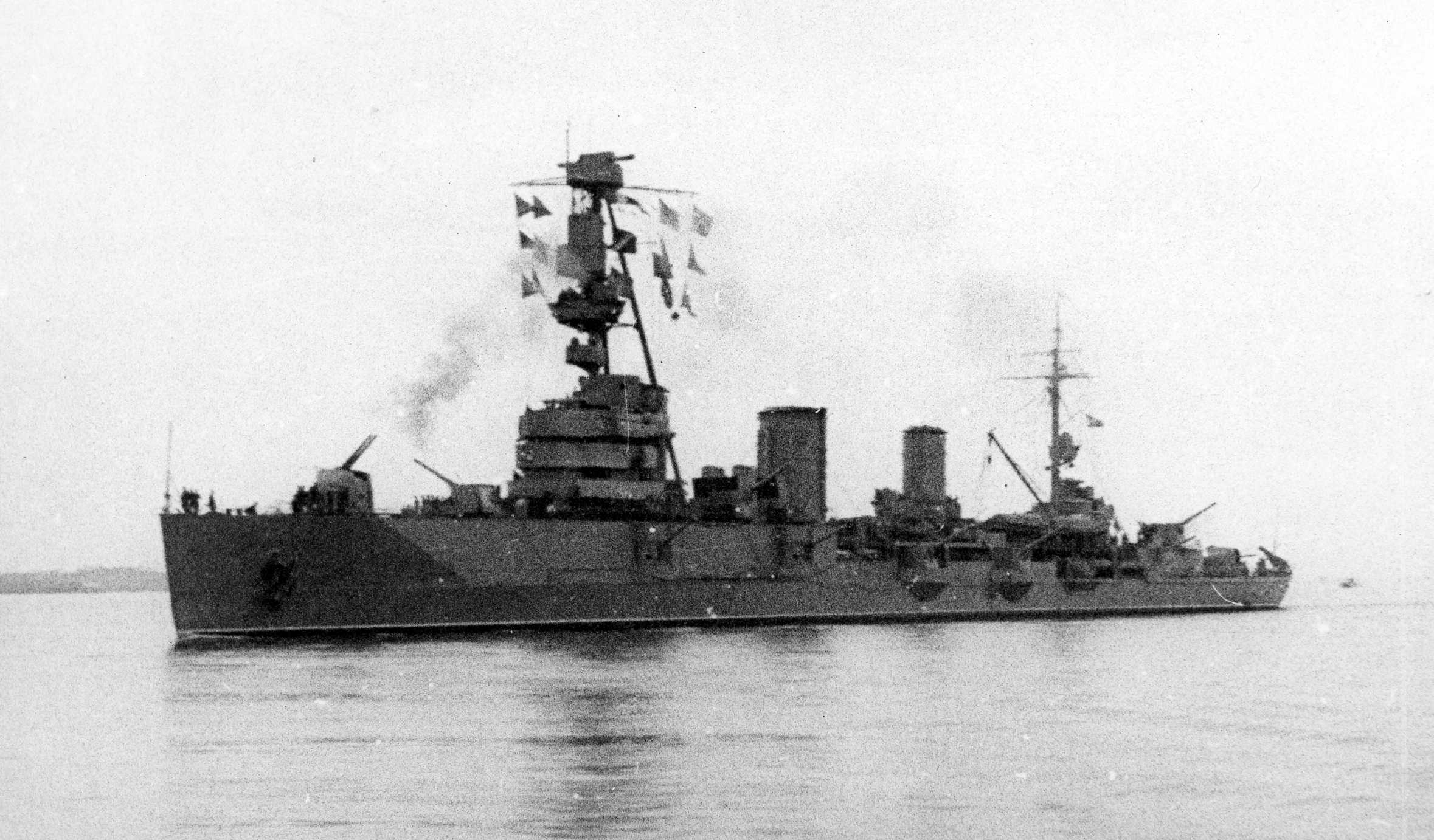
„Krasnyj Krym” powraca do Sewastopola, 1944 r. Dobrze widoczne działa przeciwlotnicze 100 mm na pokładzie dziobowym.

Ogółem podczas wojny krążownik odbył 58 zadań bojowych, ostrzeliwując 52 razy cele naziemne. Według danych radzieckich, zniszczył 4 baterie artylerii, 3 magazyny amunicji i ok. pułku żołnierzy. Ewakuował ponad 20 000 cywilów i żołnierzy i przewiózł w trakcie operacji desantowych ok. 10 000 żołnierzy. Wystrzelił w akcji 3156 pocisków głównego kalibru.

### Okres powojenny
31 maja 1949 roku „Krasnyj Krym” został przydzielony do oddziału okrętów szkolnych Floty Czarnomorskiej, a 8 kwietnia 1953 roku przeklasyfikowany na krążownik szkolny. W roku 1957 został rozbrojony i 7 maja tego roku przemianowany na okręt doświadczalny OS-20 (ros. ОС-20). 11 marca 1958 roku zredukowano go do roli hulku mieszkalnego PKZ-144 (ПКЗ-144). 7 lipca 1959 roku został skreślony z listy floty i przeznaczony do złomowania.

## Dane
- wymiary:
  - długość całkowita: 158,4 m
  - długość na linii wodnej: 154,8 m
  - szerokość 15,35 m
  - zanurzenie 5,77 m – maks. 9,65 m[27]
- wyporność (1943 r.)[27]:
  - standardowa: 6839 t
  - normalna: 7190 t
  - pełna: 7999 t
- napęd: 4 zespoły turbin parowych Curtiss-AEG-Vulcan o mocy łącznej 46 300 KM (maks. przy forsowaniu 59 200 KM[4]), 13 kotłów parowych (ciśnienie 17 at.), 4 śruby napędowe
- prędkość
  - maksymalna: 29,5 w.
  - ekonomiczna: 14 w.
- zapas paliwa: 950 t ropy[27]
- zasięg: 1230 Mm przy prędkości 14 w[f]
- załoga: 830-852 ludzi[4]

### Uzbrojenie
Początkowe
- 15 dział kalibru 130 mm wz. 1911 (15 x I)
  - długość lufy L/55 (55 kalibrów), kąt podniesienia od -5° do +30°, masa pocisku 36,86 kg, donośność maksymalna do 18 290 m, szybkostrzelność prakt. do 12 strz./min, prędkość początkowa 823 m/s, zapas amunicji po 175 pocisków[28]
- 9 dział plot. 75 mm wz. 1928 Mellera (9 x I)[27]
  - długość lufy L/50, kąt podniesienia +75°, masa pocisku 5,73 kg, donośność pozioma 9150 m (podniesienie 30°), pionowa 4908 m (podniesienie 60°)[29]
- 2-4 karabinów maszynowych 7,62 mm Maxim
- 11→14 wyrzutni torpedowych 450 mm w aparatach torpedowych wz. 13 (3 x III) i dwie stałe podwodne (2 x I) (od lat 30.: 4 x III i 2 x I)[27]
- 100 min morskich wz. 26 lub 90 KD-1 (możliwość przenoszenia)[27]

1936-1945
- 15 dział kalibru 130 mm wz. 1911 (15 x I)
  - długość lufy L/55, kąt podniesienia od -5° do +30°, masa pocisku 33,5-34,17 kg, donośność maksymalna 22 315 m, szybkostrzelność prakt. do 12 strz./min, prędkość początkowa 861 m/s, zapas amunicji po 175 pocisków[30]
- 6 dział plot. 100 mm Minzini (3 x II)
  - długość lufy L/50, kąt podniesienia od -5° do +75°, masa pocisku 13,75-15,8 kg, donośność pozioma 19 570 m, pionowa ok. 10000 m[31]
- 6 półautomatycznych dział plot. 45 mm 21-K (6 x I) (od końca lat 30. do 1944 r.)
- 10 automatycznych dział plot. 37 mm 70-K (10 x I) (od 1942 r.)
- 7 wkm 12,7 mm DSzK (7 x I) (7 od końca lat 30., 4 od 1942 do 1944 r.)
- 8 wkm 12,7 mm Vickers (2 x IV) (od 1941/42 r.)
- 6 wyrzutni torpedowych 533 mm w aparatach torpedowych 39-Ju (2 x III)[4]
- 100 min morskich wz. 26 lub 90 KD-1 (możliwość przenoszenia)[12]
- 30 bomb głębinowych: 10 dużych B-1 (2 zrzutnie) i 20 małych M-1 (6 zrzutni)[27]

Wyposażenie
- dalmierz 6-metrowy DM-6[32]
- dalmierz 4-metrowy DM-4[12]
- 4 dalmierze 3-metrowe DM-3[12]
- 5 reflektorów[12]
- 2-3 wodnosamoloty (do końca lat 30)
- radar Typ 291 (od 1945 r.)
- trał parawan